# Islotes Ramona
Die Islotes Ramona (spanisch) sind eine Gruppe kleiner Inseln im Archipel der Biscoe-Inseln westlich der Antarktischen Halbinsel. Sie liegen auf der Westseite des Grandidier-Kanals.
Argentinische Wissenschaftler benannten sie. Die Namensgeberin ist nicht überliefert.